# Aqüeducte de Xalamera
L'aqüeducte de Xalamera és una obra del municipi de Benifallet (Baix Ebre) inclosa en l'Inventari del Patrimoni Arquitectònic de Catalunya.

## Descripció
Aqüeducte que es troba dins de la finca de Xalamera, construït per salvar un petit barranc situat al darrere de la masia del mateix nom. No se sap d'on procedia l'aigua, ja que no es conserven altres restes de l'aqüeducte pròpiament dit, encara que se suposa que venia de la font del Fangar, cabdal de la qual és avui encara molt abundant i que dona a la carretera N-230 de Tortosa a Gandesa.
Està constituït per un massís de pedres de diverses mides unides amb morter i tres arcs ogivals, un central que es recolza directament sobre el barranc i els altres dos més amunt, a cada banda del primer. El tipus de pedra emprada com a carreus per aixecar aquestes arcades semblen de procedència forana, o almenys no pròpies del terreny immediat: arenisca per l'arc inferior, calcària per a les superiors. Per damunt de l'arc central hi ha una filada de maons que sobresurten i formen una línia fistonada que es veu només a una banda de l'aqüeducte. La part superior o canal de l'aigua són teules posades cap per amunt d'uns dos pams d'amplada.

## Història
Es desconeix quina va ser l'època de construcció d'aquest aqüeducte. La notícia més antiga referent a la finca de Xalamera és de l'any 1268, quan el rei Jaume I va aconsellar la concòrdia entre l'abat de Benifassà i l'Orde de Sant Joan de Jerusalem o Hospitalers amb relació a la possessió del lloc de Rosell: l'abat va renunciar a tota acció sobre Rosell i va rebre dels Hospitalers el domini directe d'una granja coneguda com a "Xalamera". El tractat va ser aprovat pel rei l'11 d'octubre del mateix any (1268).